# Athetis lutea
Athetis lutea är en fjärilsart som beskrevs av Freyer 1845. Athetis lutea ingår i släktet Athetis och familjen nattflyn. Inga underarter finns listade i Catalogue of Life.